# BHÉV MIX/A
Az MIX/A (ejtsd római számként olvasva kb.:M kilenc A) sorozatú háromrészes villamos motorvonatok a MÁV-HÉV legidősebb személyszállító járművei. Az 1996 óta a H7-es HÉV vonalhoz tartozó hét kisegységnyi szerelvényből 2025-ben már csupán három közlekedik. (Rajtuk kívül az elsőként elkészült 801-601-802 pályaszámú kisegység a szentendrei Városi Tömegközlekedési Múzeumban került kiállításra.)

## Története
A Budapesti Helyiérdekű Vasút (BHÉV) 1963 januárjában forgalomba állította a saját tervezésű és gyártású, keletnémet elektronikával felszerelt motorvonat-típusának első kettő motorkocsiját. Ez a két motorkocsi, és az egy hónappal később forgalomba állított pótkocsi a BHÉV Budafoki Üzemében készült el. Az MIX típust az NDK-beli, hennigsdorfi VEB Lokomotivbau-Elektrotechnische Werke „Hans Beimler” (LEW) cégtől vásárolt elektronikával szerelték fel. (Az MX és MXA sorozatéval közel azonos.) A sorozatkocsik a MÁV Dunakeszi Járműjavítójában készültek. Összesen 27 kisegység (2 motorkocsi és 1 közbenső pótkocsi) készült el. (1962 novemberében a két prototípus motorkocsi, a mai 41-es villamos elődjén, a még eredeti hosszúságú Budaörs-Törökbálint BHÉV vonalon teljesítette a próbameneteit.)

## Felépítése
Az MIX/A motorvonatok két motorkocsiból és közéjük kapcsolt pótkocsiból álló háromrészes járművek (ezt a legkisebb, a forgalomban közlekedő vonat-összeállítást nevezik „kisegység”-nek) (M+P+M). A motorkocsik, egyben a motorvonatok sorozatjele MIX/A, míg a pótkocsik sorozatjele PXXV/A. Nagyobb forgalmú időszakokban két „kisegység”-et összekapcsolnak és szinkronban, egy vezetőállásból vezérlik. Ezt a hat kocsiból álló szerelvényt hívják „nagyegység”-nek (M+P+M+M+P+M). Ezt a megnevezést az MX és MX/A típusú járművekre is alkalmazzák.

### Elrendezés
Az MX típusnál létezik azon (egyébként ma nem alkalmazott) összeállítási lehetőség, mely szerint csak két összekapcsolt motorkocsi közlekedik egy szerelvényként. Az MIX/A és MXA típusnál erre nincs lehetőség, mert ott a motorkocsi és pótkocsi között úgynevezett "Kurzkuplung" található, ami csak műhelyben bontható.

### Járműszerkezet
A motorkocsik és pótkocsik főbb paramétereikben messzemenőkig azonosak, így a járműszekrény befoglaló méretei, forgócsaptávolság, az ülőhelyek elhelyezése, az oldalfalak, az ajtók és ablakok elrendezése s kialakítása. A jármű külső és belső kialakítását ipari formatervező tervezte.
A forgóvázak tervezésekor a minél alacsonyabb padlómagasság elérése volt a cél. A forgóvázkeret H alakú könnyűszerkezetű hegesztett acélszerkezet. A vontatómotorok egyik oldalukon csúszó marokcsapágyakon a tengelyekre támaszkodnak, másik végükön pedig gumirugókon keresztül a forgóvázkeretre.
A járműszekrény könnyűszerkezetű hegesztett acélkonstrukció, mely az alvázból és a vele együtt hordó oldalfalakból és tetőből áll. Az alváz két, kívül futó hossztartóból, fő kereszttartókból, az ütköző-vonókészüléket hordozó homloktartóból, valamint a villamos- és levegős berendezéseket hordozó segédtartókból áll.A jármű padlójában a különféle gépi berendezésekhez való jobb hozzáférhetőség érdekében nyílások vannak kiképezve. Az oldalfalak vázszerkezete hajlított profilokból, valamint a rájuk hegesztett lemezekből állnak. A tetők szintén hossz- és kereszttartósak, és mind a motor-, mind a pótkocsiké egységes.

### Villamos berendezés
A felsővezeték feszültségét egy-egy, a motorkocsikon elhelyezett pneumatikus működtetésű, kettős széncsúszóval ellátott pantográf áramszedőn, a túlfeszültség-levezetőn és a főkapcsolón keresztül jut el a motorvonat nagyfeszültségű vezetékéhez, mely mindkét motorkocsi áramellátását biztosítja. A motorkocsik 4–4 vontatómotorja közül 2–2 db állandóan sorba van kapcsolva. Az indító-, fék- és söntellenállásokat a motorkocsik tetején helyezték el. Anyaguk króm-nikkel ötvözet. A felsővezetéktől független, öngerjesztésű villamosellenállás-fékezést keresztkapcsolással valósítják meg. A fékkapcsolásnál ugyanazokat az elektromágneses kapcsolókat és ellenállásokat használják, mint a menetüzem során.

### Vezérlés
A menet- és a fékvezérlés távvezérlésű.

### Utastér
Az utasterek hő- és hangszigeteltek. Az ablakok eredetileg bukóablakok voltak, jelenleg azonban osztott kivitelűek, alul-felül 50%-ban eltolhatóak, egyedül a kocsivégi oldalablakok teljesen fixek. Az ablaküvegek egyrétegű biztonsági üvegek. Az utastéri ajtók kétszárnyú, az oldalfalakba nyíló elektropneumatikus tolóajtók. A két ajtószárny mechanikusan nincs egymáshoz rögzítve, ezért külön is nyithatók. A beszállóterek között 8-8, míg a járművek végein 5–5 ülőpadot helyeztek el. Az ülések könnyűszerkezetűek. A farost alapú dekoritlemez borítás színe a tetőn és az oldalfalakon tört fehér, a válaszfalakon szürkésfehér, egyes járműveken azonban világoszöld. A beszállótér és a vezetőállás-hátfal zöld színű. Az utasterek fűtése háromfokozatú konvekciós villamosfűtés, az ülések alatt elhelyezett, egyenként 500 W-os fűtőtestekkel. Az utastér-világítás fénycsöves. A vezetőfülkében a járművezető ülését középen helyezték el. A homlokszélvédő három részre osztott, jobb oldali nyitható. A vezetőállásban a két oldalon 1-1 leengedhető oldalablak található.

### Változtatások
A járművek típusjele eredetileg MIX volt, valamint festésük is különböző volt a maitól (krémszínű, rajta vékonyabb, valamint vastagabb középzöld csíkozások). Később, a folyamatos nagyjavítások keretében a járművek egy nagyobb átalakításon estek át (többek között az MXA sorozatéval megegyező forgóvázakat építettek alájuk), ekkor változott a típusjelük MIX/A-ra, és festették őket a mai BHÉV flottával egyező sötétzöld-fehér csík színükre. A 90-es évek végén, a BKV-Plusz programban felújították a sorozat megmaradt, a H7-es HÉV forgalmában szolgáló járműveit, többek között ekkor építették be a nagyobb nyitófelületű, eltolható ablakaikat is. A hét darab kisegység 2011 - 2021 között visszakapta a gyártáskori fényezését. (Emiatt a vasútbarátok körében néha "Csinos" becenéven emlegetik a fővárosi közösségi közlekedés legidősebb járműveit.)

## Galéria

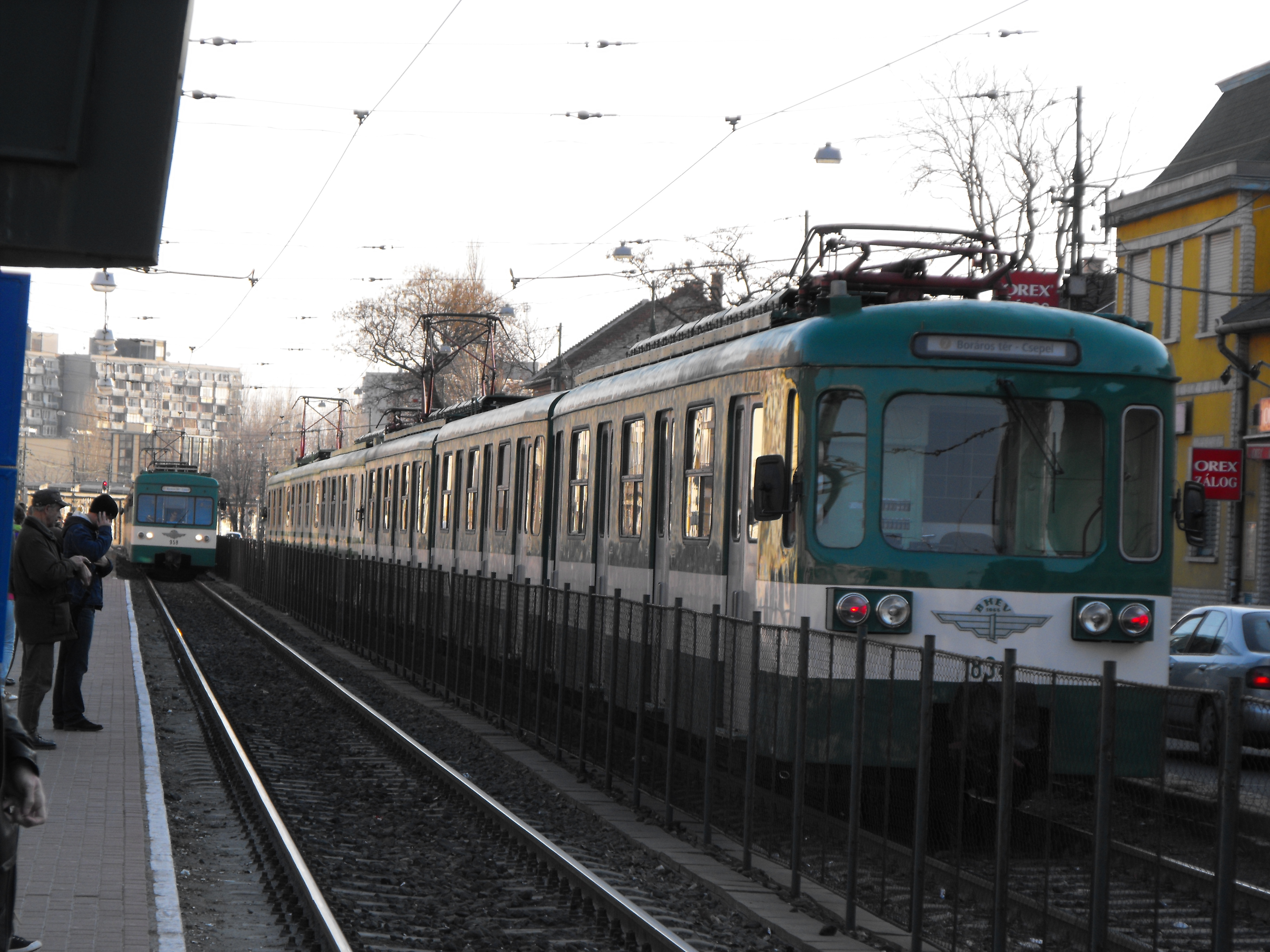
834-617-833-as és 825-613-826-os számú kocsikból álló összekapcsolt szerelvények a Karácsony Sándor utcánál
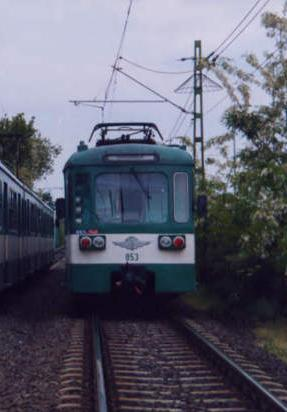